# Isabelle d'Orléans (1900-1983)
Pour les articles homonymes, voir Isabelle d'Orléans.
Isabelle d’Orléans — de son nom de naissance, Isabelle Françoise Hélène Marie d’Orléans —, qui a porté successivement les titres de courtoisie par mariage de comtesse Bruno d’Harcourt puis de princesse Pierre Murat, est née le 27 novembre 1900 à Paris (dans le VIIIe arrondissement) et morte le 12 février 1983, à Louveciennes (Yvelines). Tant des côtés paternel que maternel, elle fait partie de la maison capétienne d’Orléans.

## Famille
Isabelle d'Orléans est la fille aînée de Jean d'Orléans, duc de Guise et prétendant orléaniste au trône de France sous le nom de Jean III, et de son épouse et cousine, Isabelle d'Orléans (1878-1961).
Isabelle d'Orléans est donc la sœur d'Henri d'Orléans (1908-1999), comte de Paris, prétendant au trône de France à la suite de son père.
Le 12 septembre 1923, Isabelle d'Orléans épouse en premières noces, au Chesnay, le comte Bruno d'Harcourt (1899-1930), fils du comte Eugène d'Harcourt et de sa femme Armande de Pierre de Bernis. Bruno d'Harcourt est un coureur automobile réputé.
Le couple a quatre enfants :
- Bernard d’Harcourt (1925-1958), comte d’Harcourt, qui épouse, en 1948, Zina Rachevsky (1930-1973), puis, en 1951, Yvonne de Contades (1928-2021). D'où deux enfants du second mariage : Bruno (1951-2020), sans alliance, et François (1953) qui épouse Colombe Anouilh, fille de Jean Anouilh et Nicole Anouilh, d'où deux filles ;
- Gilonne d’Harcourt (1927-2019), qui épouse le comte Antoine de Dreux-Brézé (1928-2013). D'où cinq filles, dont trois mortes jeunes ;
- Isabelle d’Harcourt (1927-1993), qui épouse, en 1948, le prince Louis Murat (1920-2004[2]), petit-fils du 5e prince Murat et cousin de son beau-père. D'où six enfants ;
- Monique d’Harcourt (1929-2025), qui épouse le comte Alfred Boulay de la Meurthe (1925-2014), arrière-petit-fils de François Joseph Boulay de la Meurthe. D'où trois filles : Gilone de Clermont-Tonnerre (1949), mère d'Adélaïde de Clermont-Tonnerre, Laure Boulay de la Meurthe, compagne de Sir James Goldsmith et Yseult de Blacas d'Aulps.

Devenue veuve, Isabelle d'Orléans épouse le 12 juillet 1934, à Jouy-en-Josas, le prince Pierre Murat (1900-1948), fils du prince Eugène Joachim Murat (1875-1906) et de son épouse Violette Ney d'Elchingen (1878-1936) et petit-fils de Louis-Napoléon Murat (1851-1912).

## Biographie

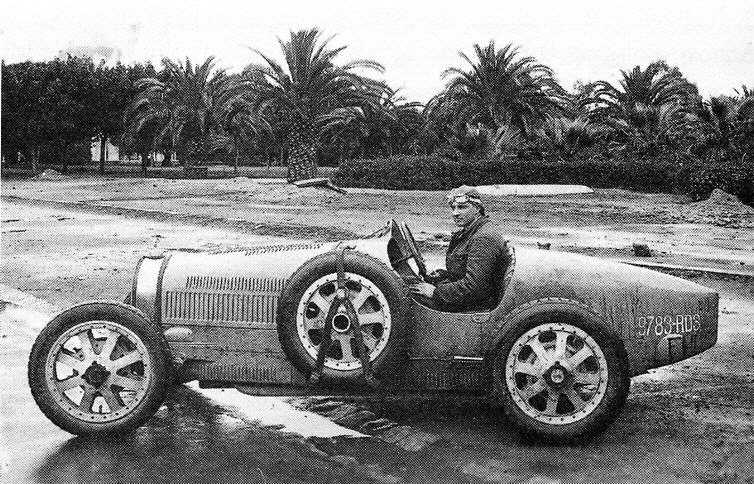
Le comte Bruno d'Harcourt dans sa Bugatti peu de temps avant sa mort, en 1930.

Isabelle d'Orléans passe son enfance aux côtés de sa famille en France, au Maroc et en Belgique.
Âgée de presque 23 ans, la princesse Isabelle d'Orléans épouse le comte Bruno d'Harcourt. Une union peu heureuse : sans être membre d'une maison souveraine, son époux est certes issu de l'une des plus grandes familles de la noblesse française ; mais il est volage, et le charme que lui confère sa qualité de coureur automobile lui procure les occasions de nombreuses conquêtes. Bruno d'Harcourt entretient ainsi une liaison avec la séduisante Hellé Nice, elle-même championne de Formule 1.
Le 19 avril 1930, le comte Bruno meurt à Casablanca après avoir eu un accident à Anfa pendant qu'il s'entraînait avec sa Bugatti pour participer au Grand Prix du Maroc. Devenue veuve, la princesse Isabelle se remarie quelques années après et termine son existence auprès de ses enfants. A l'occasion de ce second mariage, et en accord avec son père le duc de Guise, elle renonce à ses droits et prérogatives attachés au titre de princesse de la Maison de France.
Isabelle d'Orléans repose au cimetière du Montparnasse.

## Titulature
Les titres portés actuellement par les membres de la maison d'Orléans n'ont pas d'existence juridique en France et sont considérés comme des titres de courtoisie. Ils sont attribués par le « chef de maison ».
- 27 novembre 1900 — 12 septembre 1923 : Son Altesse Royale la princesse Isabelle d'Orléans ;
- 12 septembre 1923 — 28 mars 1926 : Son Altesse Royale la princesse Isabelle d'Orléans, comtesse Bruno d'Harcourt (à la suite de son mariage) ;
- 28 mars 1926 — 12 juillet 1934 : Son Altesse Royale la princesse Isabelle d'Orléans, Fille de France, comtesse Bruno d'Harcourt (son père étant devenu le prétendant orléaniste au trône de France) ;
- 12 juillet 1934 — 12 février 1983 : Son Altesse la princesse Pierre Murat (après qu'elle eut renoncé à son titre de fille de France).

## Hommages
Isabelle d'Orléans fut, de la guerre d'Algérie jusqu'à sa mort, la marraine du 7e bataillon de chasseurs alpins dont la tradition est de confier ce rôle à une descendante de Ferdinand-Philippe d'Orléans, créateur des Chasseurs à pied.